# Ермеков, Магавья Алимханович
Магавья Алимха́нович Ерме́ков (каз. Мағауия Әлімханұлы Ермеков; 1 сентября 1921, аул № 6 Абайского района Восточно-Казахской области, Киргизская АССР, РСФСР — 2006, Казахстан (?)) — советский и казахстанский учёный, доктор геолого-минералогических наук (1968), профессор (1970), академик АН Казахстана (2003). Специалист в области борьбы с газами в угольных шахтах. Сын А. А. Ермекова.

## Биография
Родился в 1921 году в Абайском районе Семипалатинской области (ныне включенная в Восточно-Казахстанскую область). Происходит из подрода сары танас рода каракесек племени аргын.  В 1951 году (по другим данным в 1950.) окончил казахский горно-металлургический институт по специальности «Горный инженер-геолог». С 1950 по 1957 год — участковый геолог, затем старший геолог и руководитель тематического отряда треста «Казахуглегеология» МУП СССР. В 1958—1963 годах — руководитель лаборатории ХМИ АН КазССР. С 1963 по 1968 гг. — начальник лаборатории КНИУИ МУП СССР. В 1968—1970 годах — начальник лаборатории Карагандинского отделения ВостНИИ. С 1970 по 1989 гг. — завкафедрой геологии КарПТИ. В 1989 году — профессор Карагандинского государственного технического университета.
В 1958 году в Казахском горно-металлургическом институте защитил кандидатскую диссертацию на тему: «Методика изучения газоносности угленосных отложений Карагандинского бассейна в процессе геологоразведочных работ на примере Чурубай-Нуринского района». В 1967 году в Казахском политехническом институте защитил докторскую диссертацию на тему: «Газоносность угленосных отложений и газообильность шахт Карагандинского бассейна». В 1971 году — профессор, в 1983 году — член-корреспондент АН КазССР.

## Семья
Сын Олег (к. т. н., бизнесмен), внук Адиль, правнук Даниал.

## Награды и признание
Награждён орденом Отечественной войны 1-й степени, дипломант премии им. А. А. Скочинского, кавалер двух степеней ордена «Шахтёрской славы», дважды номинант Госпремии СССР (1983, 1994), занесён на Доску почёта и в Книгу почёта Карагандинской области.

## Научная деятельность
Автор более 150 научных работ, в том числе 1 монографии. Некоторые работы:
- Газоносность угольных бассейнов и месторождений Казахстана // Газоносность угольных бассейнов и месторождений СССР, М., 1979 (соавт.);
- Статистико-детерминированный метод построения многомерных моделей с использованием ЭВМ, Караганды, 1988 (соавт.).